# Markus Hundt
Markus Hundt (* 16. Januar 1965 in Ulm) ist ein deutscher Germanist und Hochschullehrer.

## Leben
Markus Hundt studierte Germanistik, Geschichte und Philosophie an den Universitäten in Tübingen (1986–1988) und Freiburg im Breisgau (1988–1992). Nach der Promotion bei Hugo Steger an der Universität Freiburg im Breisgau 1994 und der Habilitation im Fach Germanistische Sprachwissenschaft an der Fakultät Sprach- und Literaturwissenschaften der TU Dresden 1999 ist er seit 2006 W3-Professor für Deutsche Philologie / Deutsche Sprachwissenschaft am Germanistischen Seminar der Universität Kiel. Seit Oktober 2020 amtiert er dort zudem als Vizepräsident für Angelegenheiten des Studiums, der Lehre sowie der wissenschaftlichen Weiterbildung.

## Forschung
Seine wissenschaftlichen Arbeitsschwerpunkte sind Prestige und Stigma deutscher Dialekte, Wirtschaftsfachsprachen, deutsche Sprachgeschichte des 17. Jahrhunderts, Grammatik der deutschen Gegenwartssprache, epistemische Modalität im Deutschen: die Sprechhandlungskategorie des Vermutens, Geschichte des Sprachspiels vom Althochdeutschen bis zur Gegenwart, Einstellungen gegenüber Dialekten und ihren Sprechern im gesamten deutschen Sprachraum und Grenzen der Grammatikalität: neuere Tendenzen / Entwicklungen im Randbereich der Sprachnorm.

## Schriften (Auswahl)
- Einstellungen gegenüber dialektal gefärbter Standardsprache. Eine empirische Untersuchung zum Bairischen, Hamburgischen, Pfälzischen und Schwäbischen. Stuttgart 1992, ISBN 3-515-06209-2.
- Modellbildung in der Wirtschaftssprache. Zur Geschichte der Institutionen- und Theoriefachsprachen der Wirtschaft. Tübingen 1995, ISBN 3-484-31150-9.
- „Spracharbeit“ im 17. Jahrhundert. Studien zu Georg Philipp Harsdörffer, Justus Georg Schottelius und Christian Gueintz. Berlin 2000, ISBN 3-11-016798-0.
- mit Nicole Palliwoda und Saskia Schröder (Hg.): Der deutsche Sprachraum aus der Sicht linguistischer Laien. Ergebnisse des Kieler DFG-Projektes. Berlin 2017, ISBN 3-11-055084-9.
- mit Toke Hoffmeister und Saskia Naths (Hg.): Laien, Wissen, Sprache. Theoretische, methodische und domänenspezifische Perspektiven. Berlin, Boston 2021, ISBN 978-3-1107-3195-8
- Sprachliche Aggression bei Martin Luther. Argumentationsformen und -funktionen am Beispiel der Streitschrift "Wider das Papsttum zu Rom vom Teufel gestiftet" (1545). Berlin, Boston 2022, ISBN 978-3-1107-5357-8.